# Klášter voršilek (Brno)
Klášter voršilek, původně klášter františkánek, při kostele svatého Josefa se nachází na nároží ulic Josefská a Orlí v městské části Brno-střed. Od roku 1997 slouží komerčním subjektům a vlastní ho brněnské biskupství.

## Dějiny kláštera

### Od řeholního domu ke klášteru (15. – 17. stol.)

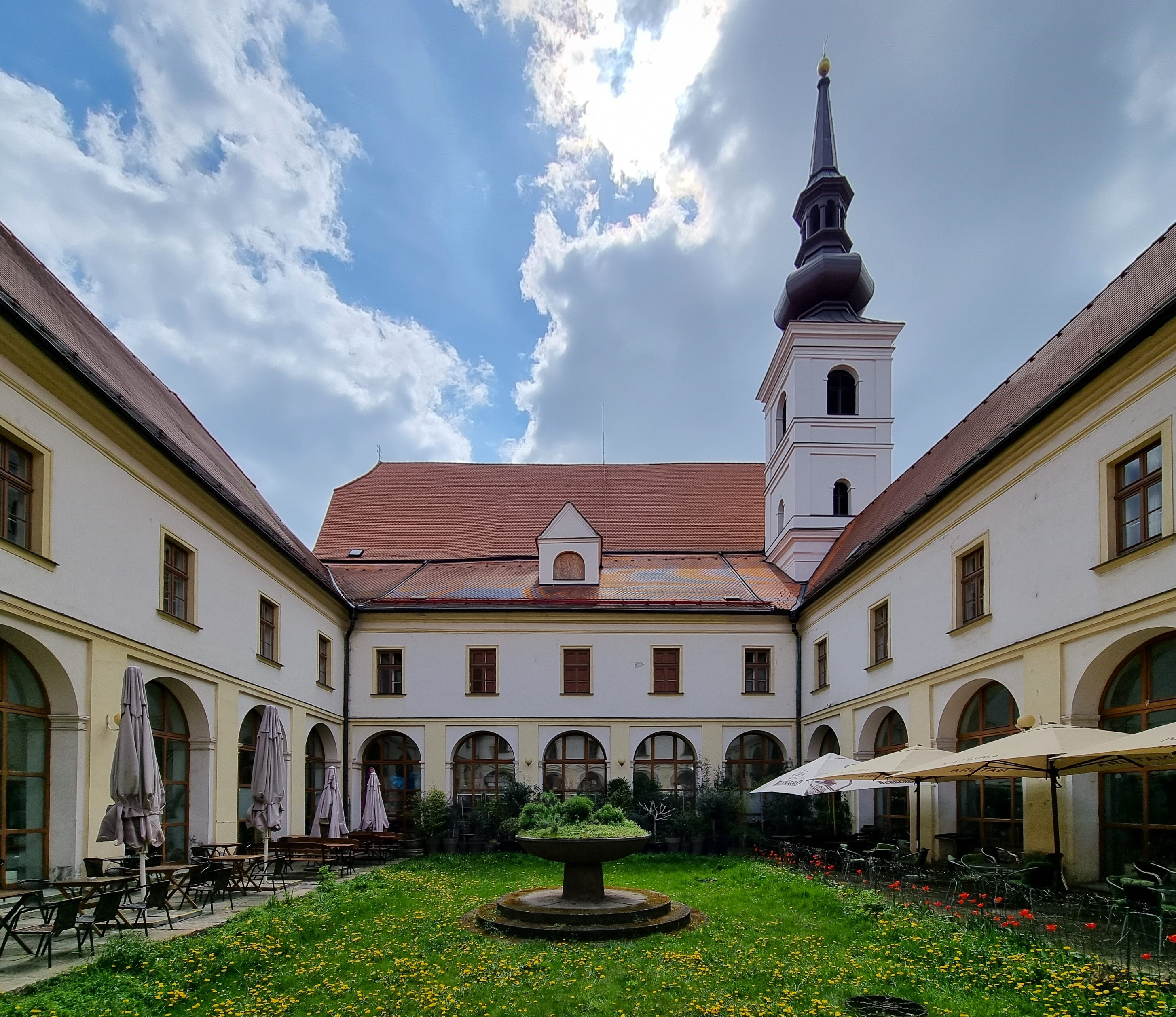
Rajský dvůr

Klášter původně stál na předměstí za hradbami města, před Židovskou branou. Byl založen jako komunitní dům roku 1482 nebo 1484 z iniciativy Markéty Goldschmidové. vdovy po zlatníku. Vedly jej terciářky františkánského řádu, obecně zvané františkánky. Kardinál František z Ditrichštejna ustanovuje roku 26. dubna 1617 regulérní klášter. Společně s ním byl vystavěn i kostel sv. Josefa, jehož projektantem mohl být architekt Giovanni Maria Filippi.

### V centru města (17. – 18. stol.)

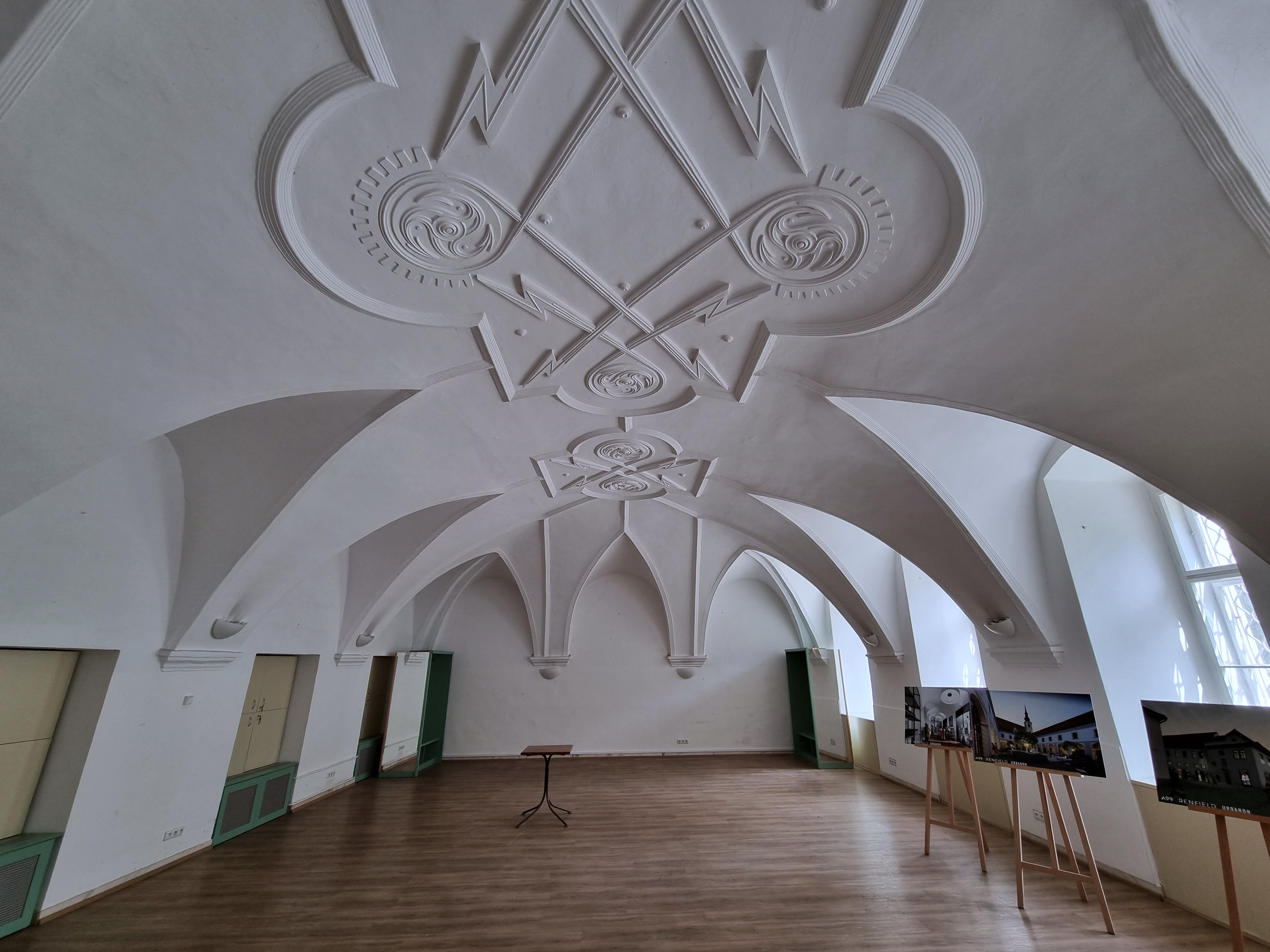
Bývalý refektář

Když konvent i s kostelem během prvního švédského obléhání Brna roku 1643 vyhořel a poté za dva roky během druhého obléhání ze strategických důvodů zbořen, tak se sestry se rozhodly vystavět klášter nový. Tentokrát však ne již vně městských hradeb, ale uprostřed města. Tento klášter s chrámem sv. Josefa byl vybudován za významné finanční podpory knížete Maxmiliána z Ditrichštejna na místě několika zbořených měšťanských domů na styku dnešních ulic Josefská a Orlí. Ditrichštejn si ke stavbě povolal osvědčeného stavitele Pavla Weinbergera, kterého záhy vystřídal další stavitel Jan Křtitel Erna. Ti zde v letech 1651–1653 vybudovali patrovou kvadraturu kolem pravoúhlého rajského dvora. Dlouhé západní křídlo má na nároží do ulice Orlí bývalý hlavní vstup se zdobným portálem s erbem Františka z Ditrichštejna a sousoším svaté Rodiny. Na jihu ke kostelu přiléhá malá hospodářská budova s průjezdem. Severovýchodní stranu při ulici Orlí zaujímá komplex prefektury kolem čtvercového nádvoří, do kterého vede portál s Ditrichštejnským erbem. Roh směrem k Měnínské bráně je osazen drobnou sochou sv. Jana Nepomuckého v nice. Na jihu do zahrady vystupuje křídlo tzv. koníren. V 70. letech 17. století byl konvent a prefektura propojena na severu jednoduchým křídlem. Interiér kvadratury má v ambitu zachovány křížové klenby. Východní křídlo v sobě zaujímá prostor kapitulní síně sklenutý na centrální sloup a rozlehlý, ale dnes přepažený sál refektáře s valenou klenbou. Střechy mají zachovaný původní barokní krov. V bývalé klášterní zahradě se nachází raně barokní kaple Krista na hoře Olivetské z doby kolem roku 1670.

### Nový život v novém řádu (18. stol. – současnost)

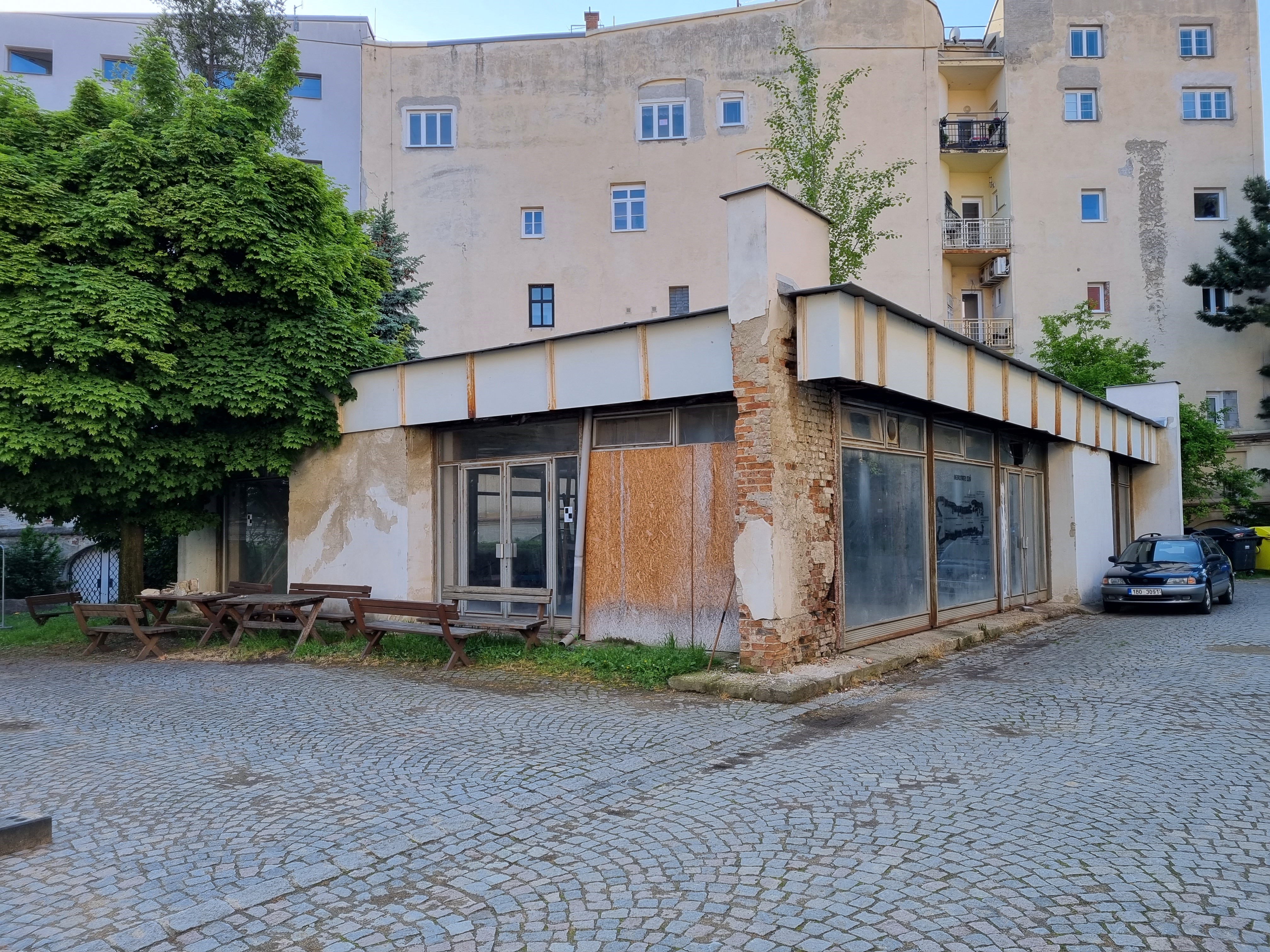
Pavilon páry, pozůstatek Technického muzea v klášterní zahradě

Josefínským dekretem z 18. ledna 1782 byl klášter františkánek zrušen, a budovy i s kostelem připadly voršilkám. Část konventu františkánek čítající v době zrušení 33 sester tehdy přešla k voršilkám. Ty zde následně založily také dívčí školu, kterou navštěvovaly převážně movitější dívky a šlechtičny. Řád zde působil až do roku 1950, kdy byl klášter během Akce K násilně zrušen. Klášterní knihovna čítající přes 4200 svazků z 16.–20. století přešla do fondů Moravské zemského knihovny. Unikátní soubor posmrtných portrétů abatyší, je uložený dnes v depozitáři pražského mateřského kláštera. Během druhé světové války byl areál poškozen při bombardování města. V roce 1961 se správy kostela ujala nedaleká minoritská fara.
Od 50. let v areálu sídlilo Technické muzeum v Brně, které budovy adaptovalo pro muzejní provoz podle návrhu architekta Lubora Laciny. V západním křídle byl vybudován rozlehlý vestibul se schodištěm, do kterého byl z ulice Josefská proražen nový vstup s dnes nezvěstným reliéfem svaté Rodiny od Sylvy Lacinové. Sál refektáře byl přepažen a jeho klenba opatřena štukovou dekorací s blesky a ozubenými koly. Bývalé cely řeholnic v patře byly vybourány a do nově členěných prostorů se umístily výstavní sály. V jižní části klášterní zahrady byl postaven železobetonový Pavilon páry. V roce 1973 bylo na nádvoří prefektury vytvořeno sgrafito Lidského pokroku podle návrhu výtvarníka Bohumila Krátkého. Muzeum v komplexu sídlilo do konce 90. let, kdy se přesunulo do vlastní budovy v Králově Poli. 
Objekt kláštera byl roku 1991 vrácen řádu, který jej poté pronajímal komerčním účelům. Ve stejném roce byla na zeď kláštera v ulici Orlí osazena pamětní deska oběti odpůrce okupace Stanislava Valehracha. Roku 2010 voršilky darovaly kostel za symbolickou cenu řeckokatolické církvi. Klášterní budovy v roce 2019 koupilo Biskupství brněnské, které prostřednictvím společnosti Urbanon plánuje do roku 2027 jeho kompletní revitalizaci a zpřístupnění zahrady.